# Антоніна (Поддембицький повіт)
Антоніна (пол. Antonina) — село в Польщі, у гміні Поддембиці Поддембицького повіту Лодзинського воєводства.
Населення — 53 особи (2011).
У 1975-1998 роках село належало до Серадзького воєводства.

## Демографія
Демографічна структура станом на 31 березня 2011 року:
|          | Загалом | Допрацездатний вік | Працездатний вік | Постпрацездатний вік |
| -------- | ------- | ------------------ | ---------------- | -------------------- |
| Чоловіки | 26      | 1                  | 20               | 5                    |
| Жінки    | 27      | 4                  | 13               | 10                   |
| Разом    | 53      | 5                  | 33               | 15                   |